# Giōrgos Sigalas
Giōrgos Sigalas (in greco Γιώργος Σιγάλας?; Peristeri, 31 luglio 1970) è un ex cestista e allenatore di pallacanestro greco.

## Carriera
Con la Grecia ha disputato i Giochi olimpici di Atlanta 1996, due edizioni dei Campionati mondiali (1994, 1998) e sei dei Campionati europei (1993, 1995, 1997, 1999, 2001, 2003).

## Palmarès

### Squadra
- Campionato greco: 5

Olympiakos: 1992-93, 1993-94, 1994-95, 1995-96, 1996-97
- Coppa di Grecia: 2

Olympiakos: 1993-94, 1996-97
- Coppa dei Campioni: 1

Olympiakos: 1996-97

### Individuale
- A1 Ethniki MVP finali: 5

Olympiakos: 1992-93, 1993-94, 1994-95, 1995-96, 1996-97
- A1 Ethniki MVP: 1

Olympiakos: 1995-96